# Julodis desertica
Julodis desertica es una especie de escarabajo del género Julodis, familia Buprestidae. Fue descrita científicamente por Ferreira & da Veiga-Ferreira en 1958.